# Samson de Mauvoisin
Samson de Mauvoisin, oder Samson Mauvoisin († 21. September 1161 in Compiègne), war Erzbischof von Reims und Päpstlicher Legat.

## Leben
Samson de Mauvoisin war ein jüngerer Sohn von Raoul III. Mauvoisin, genannt Le Barbu, Seigneur de Rosny-sur-Seine, und seiner ersten Ehefrau Odeline. Er wählte eine kirchliche Laufbahn, wurde Archidiakon, dann Propst von Chartres. Als Propst gründete er 1133 das Priorat Sainte-Marie-Madeleine in Mantes-la-Jolie zum Gedenken an seinen Bruder Guillaume und um seinen Wünschen nachzukommen.
Seine Wahl zum Erzbischof von Reims fällt in eine unruhige Zeit in der Geschichte der Stadt. Das antike römische Durocortorum war zur Metropole einer Kirchenprovinz geworden, 1023 war es als feudale Grafschaft durch Kauf in die Domäne der Erzbischöfe gelangt.
Im Jahr 1139 griff nach der Tod des Erzbischofs Renaud de Martigné das Regalienrecht, König Ludwig VII., „verschwendet ein Gut ist, das ihm nicht gehörte“ (Varin) und gewährte den Reimser Marktflecken Stadtrechte. Aber die Kanoniker und Graf Theobald II. von Champagne opponierten schnell gegen die Bürgerschaft. Papst Innozenz II. forderte den französischen Herrscher auf, die städtische Verwaltung aufzulösen, was dieser mit Waffengewalt auch umsetzte. Das Verfahren zur Ernennung eines neuen Erzbischofs wurde beschleunigt. Die Kanoniker sprachen sich für Bernhard von Clairvaux, der sich aber weigerte. Samson de Mauvoisin war ein Kompromisskandidat für den König (da er aus dem Vexin stammte, war er dessen Vasall), den Papst und die Kanoniker (Samson gehörte dem Klerus von Chartres an und war der Neffe des verstorbenen Erzbischofs). Seine Bischofsweihe wurde 1040 vom Bischof von Soissons vorgenommen. Im Bestreben, die Gemüter zu besänftigen, brachte Samson den Bürgern sein Pardon entgegen und trachtete in den folgenden zwanzig Jahren seines Episkopats danach, in Reims ein friedliches Klima zu erzeugen.
Samson blieb ein Freund von Bernhard von Clairvaux, der ihn den Päpsten Innozenz II. und Eugen III. empfahl. Er förderte zudem die Gründung von Zisterzienserabteien wie Le Valroy (bei Saint-Quentin-le-Petit, 1147), Chéhéry (in heutigen Chatel-Chéhéry, im gleichen Jahr), Élan (1148) und Bonnefontaine (1152). Er unterstützte auch die Orden der Prämonstratenser und Kartäuser, arbeitete daran, dass sein Klerus die Regeln einhielt und besuchte regelmäßig die religiösen Stätten seine Diözese.
1148 empfing er Papst Eugen III. in Reims zu einem Generalkonzil, das als „Epilog der Konzilien der gregorianischen Ära“ (Demouy) erschien. Als Berater des Königs nahm er auf dessen Wunsch an der Auflösung der Ehe von Ludwig VII. und Eleonore von Aquitanien teil, die offiziell aus Gründen der Verwandtschaft vierten und fünften Grades betrieben wurde. Der Grund war kanonisch gültig, aber es war klar, dass das Fehlen eines männlichen Erben die Ursache für den Bruch war.
Als Teil der Wiederherstellung der königlichen Autorität, an der Ludwig VII. arbeitete, nahm Samson am 10. Juni 1155 mit den wichtigsten Prälaten und Herren des Königreichs an einer großen Versammlung in Soissons teil, in der der König den um das Jahr 1000 von der Kirche ausgerufenen gerufenen Gottesfrieden zum Königsfrieden erklärte.
1157 wurde er zum Päpstlichen Legaten ernannt. Er starb am 21. September 1161 und wurde im Kloster Igny bestattet.